# Libethra reservata
Libethra reservata är en insektsart som först beskrevs av Brunner von Wattenwyl 1907.  Libethra reservata ingår i släktet Libethra och familjen Diapheromeridae. Inga underarter finns listade i Catalogue of Life.